# Chapter 13
Chapter 13 – piąty album holenderskiego zespołu deathmetalowego Gorefest. Został wydany w 1998.

## Lista utworów
Opracowano na podstawie materiału źródłowego.
| Nr  | Tytuł utworu                      | Długość |
| --- | --------------------------------- | ------- |
| 1.  | „Chapter Thirteen”                | 03:05   |
| 2.  | „Broken Wing”                     | 04:04   |
| 3.  | „Nothingness”                     | 02:23   |
| 4.  | „Smile”                           | 03:08   |
| 5.  | „The Idiot”                       | 03:37   |
| 6.  | „Repentance”                      | 05:04   |
| 7.  | „Bordello” (utwór instrumentalny) | 02:54   |
| 8.  | „F.S. 2000”                       | 06:09   |
| 9.  | „All Is Well”                     | 03:30   |
| 10. | „Unsung”                          | 05:54   |
| 11. | „Burn Out”                        | 03:15   |
| 12. | „Super Reality”                   | 03:16   |
| 13. | „Serve the Masses”                | 05:01   |
|     |                                   | 51:20   |

## Twórcy
Opracowano na podstawie materiału źródłowego.
| Zespół Gorefest w składzie - Jan Chris de Koeijer – wokal, gitara basowa - Frank Harthoorn – gitara - Boudewijn Bonebakker – gitara - Ed Warby – perkusja |  | Inni - Rene Merkelback – asystent inżyniera dźwięku, programowanie - Oscar Holleman – produkcja muzyczna, inżynieria dźwięku, miksowanie - Niels van Iperen – zdjęcia - Marc Fabels – oprawa graficzna - René Merkelbach – inżynieria dźwięku - Maarten de Boer – mastering |